# Neasdentempel

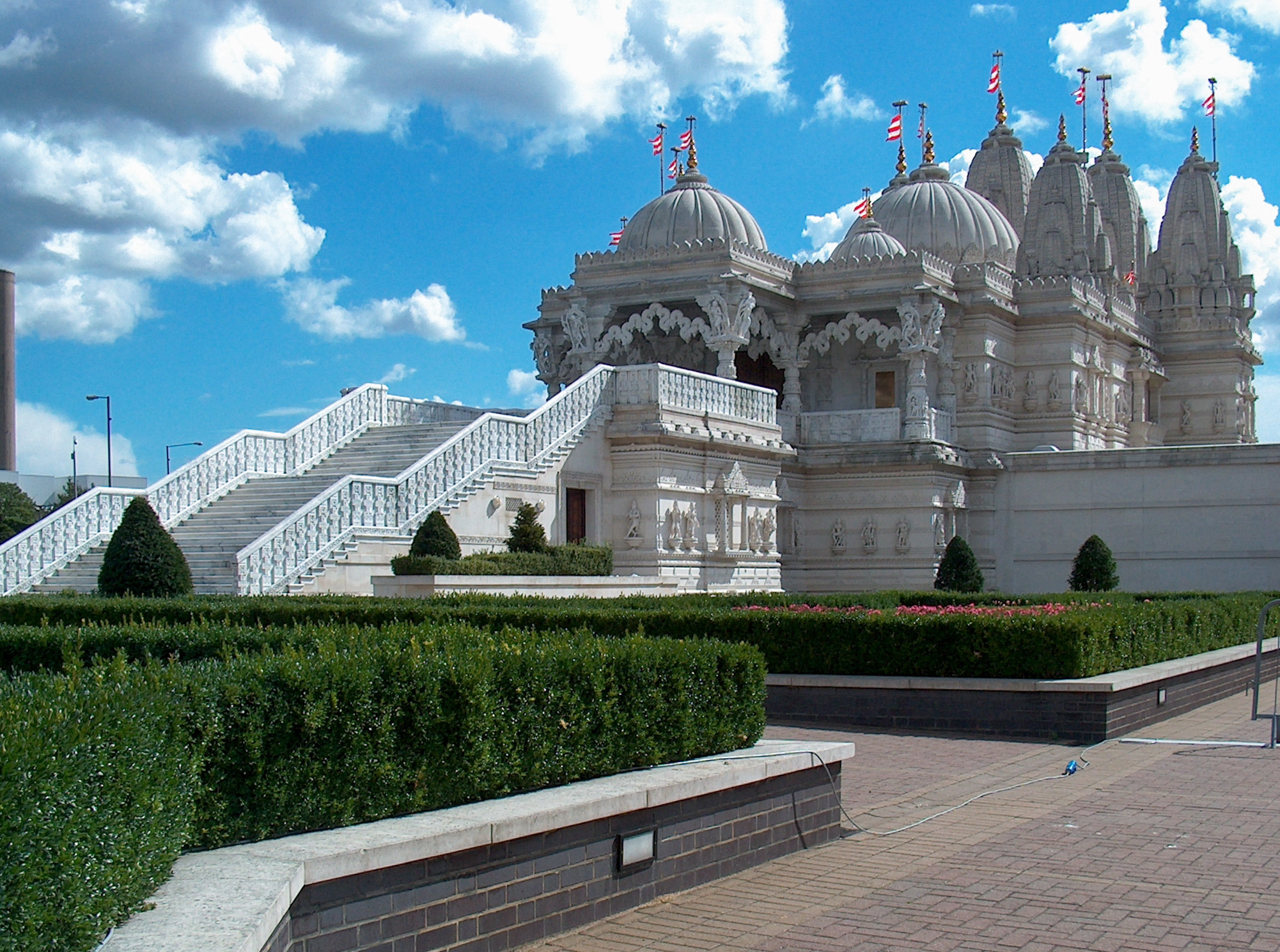
De Neasdentempel

De Neasdentempel (BAPS Shri Swaminarayan Mandir) is de grootste in gebruik zijnde hindoeïstische tempel buiten India. Het is ook eerste traditioneel gebouwde hindoeïstische tempel in Europa. De tempel is te vinden in de Londense wijk Neasden en werd op 20 augustus 1995 ingewijd. Het complex is ook toegankelijk voor niet-hindoes.
Het complex bestaat uit:
- Een traditionele tempel in Nagarastijl. Deze is opgebouwd uit marmer, graniet en kalksteen.
- Een expositieruimte waar een permanente tentoonstelling over het hindoeïsme wordt gehouden.
- De Haveli, een cultureel centrum met een conferentiezaal, sportschool en boekwinkel. Dit is gedeeltelijk opgebouwd uit sierlijk houtsnijwerk.

Aan de overkant van de straat is de Shayona te vinden. Dit is een vegetarisch restaurant met winkel die tot dezelfde organisatie hoort. Van 1982 tot 1995 stond de tempel op deze plaats.